# Esternoptíquids

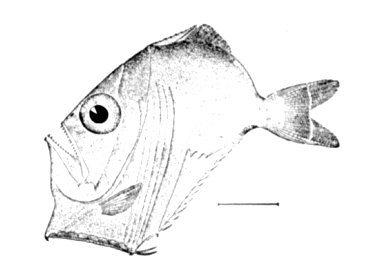
Sternoptyx diaphana

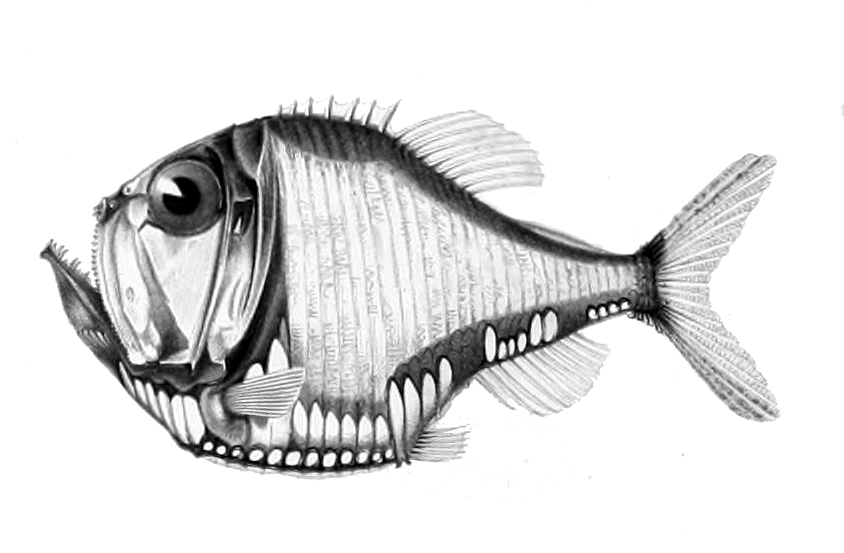
Argyropelecus olfersii

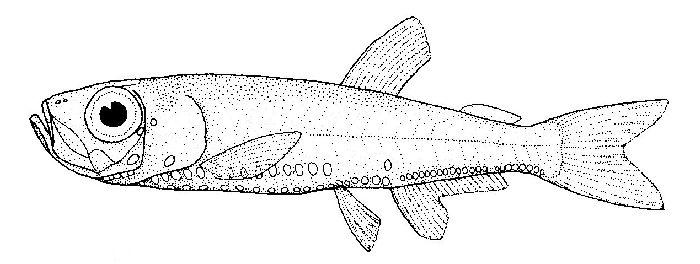
Maurolicus muelleri

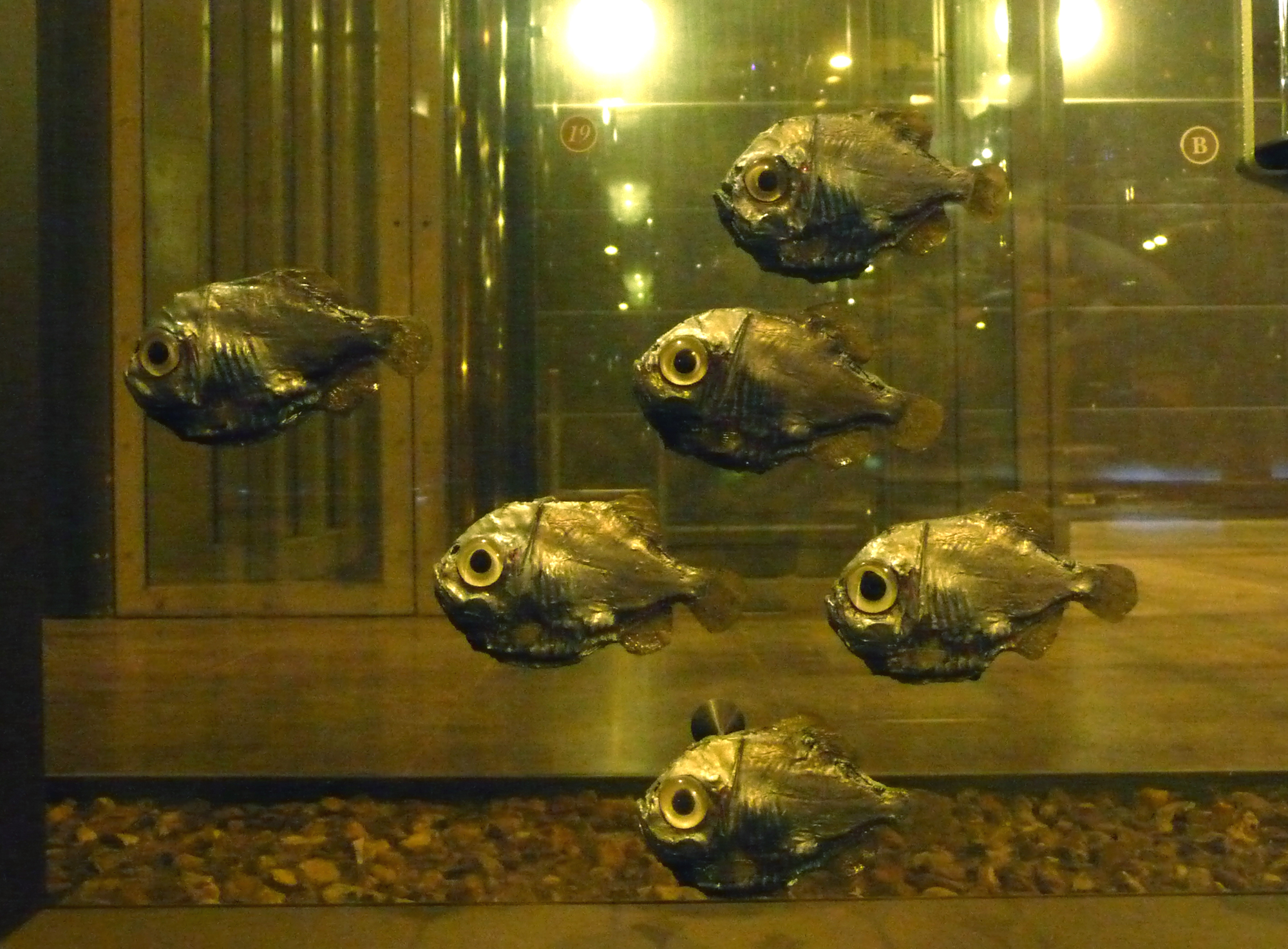
Argyropelecus hemigymnus

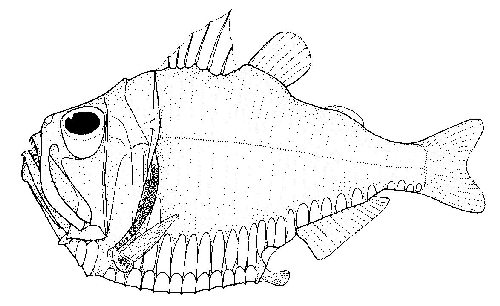
Argyropelecus gigas

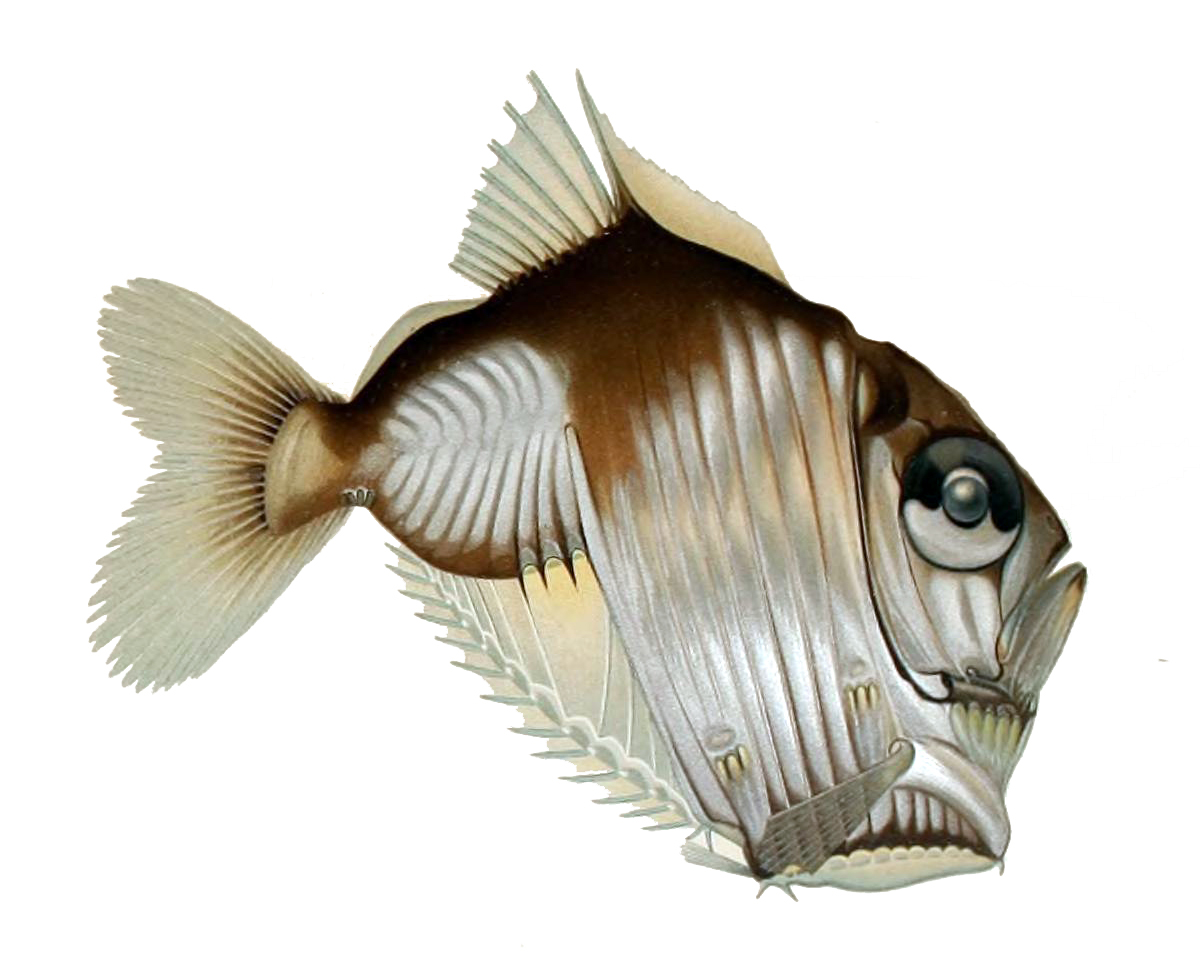
Sternoptyx diaphana

Els esternoptíquids (Sternoptychidae) constitueixen una família de peixos marins pertanyent a l'ordre dels estomiformes.

## Etimologia
Del grec sternon (pit) + ptyx, -ychos (plec).

## Descripció
- Són peixos petits: les espècies més grosses assoleixen 14 cm de llargària màxima, però la gran majoria amb prou feines arriben als 2.
- Tenen cossos estrets i platejats.
- Posseeixen fotòfors que produeixen llum (llur situació és molt variable, segons les espècies, però normalment són a les regions ventrals del cos i tenen una funció protectora enfront dels depredadors).
- La boca pot ésser d'obliqua a vertical.
- Bufeta natatòria ben desenvolupada.[3][4][5]

## Alimentació
Mengen zooplàncton.

## Hàbitat
Viuen en aigües fondes (entre 200 i 1.500 m durant el dia).

## Distribució geogràfica
Es troba als oceans Atlàntic, Pacífic i Índic.

## Gèneres i espècies
- Araiophos (Grey, 1961)[6]
  - Araiophos eastropas (Ahlstrom & Moser, 1969)
  - Araiophos gracilis (Grey, 1961)
- Argyripnus (Gilbert & Cramer, 1897)[7]
- Argyropelecus (Cocco, 1829)[8]
- Danaphos (Bruun, 1931)[9]
  - Danaphos oculatus (Garman, 1899)
- Maurolicus (Cocco, 1838)[10]
- Polyipnus (Günther, 1887)[11]
- Sonoda (Grey, 1959)[12]
  - Sonoda megalophthalma (Grey, 1959)
  - Sonoda paucilampa (Grey, 1960)
- Sternoptyx (Hermann, 1781)[13]
- Thorophos (Bruun, 1931)[9]
  - Thorophos euryops (Bruun, 1931)
  - Thorophos nexilis (Myers, 1932)
- Valenciennellus (Jordan & Evermann, 1896)[14]
  - Valenciennellus carlsbergi (Bruun, 1931)
  - Valenciennellus tripunctulatus (Esmark, 1871)[15][16][17][18][19][20]